# 共産主義者同盟 (1847年)

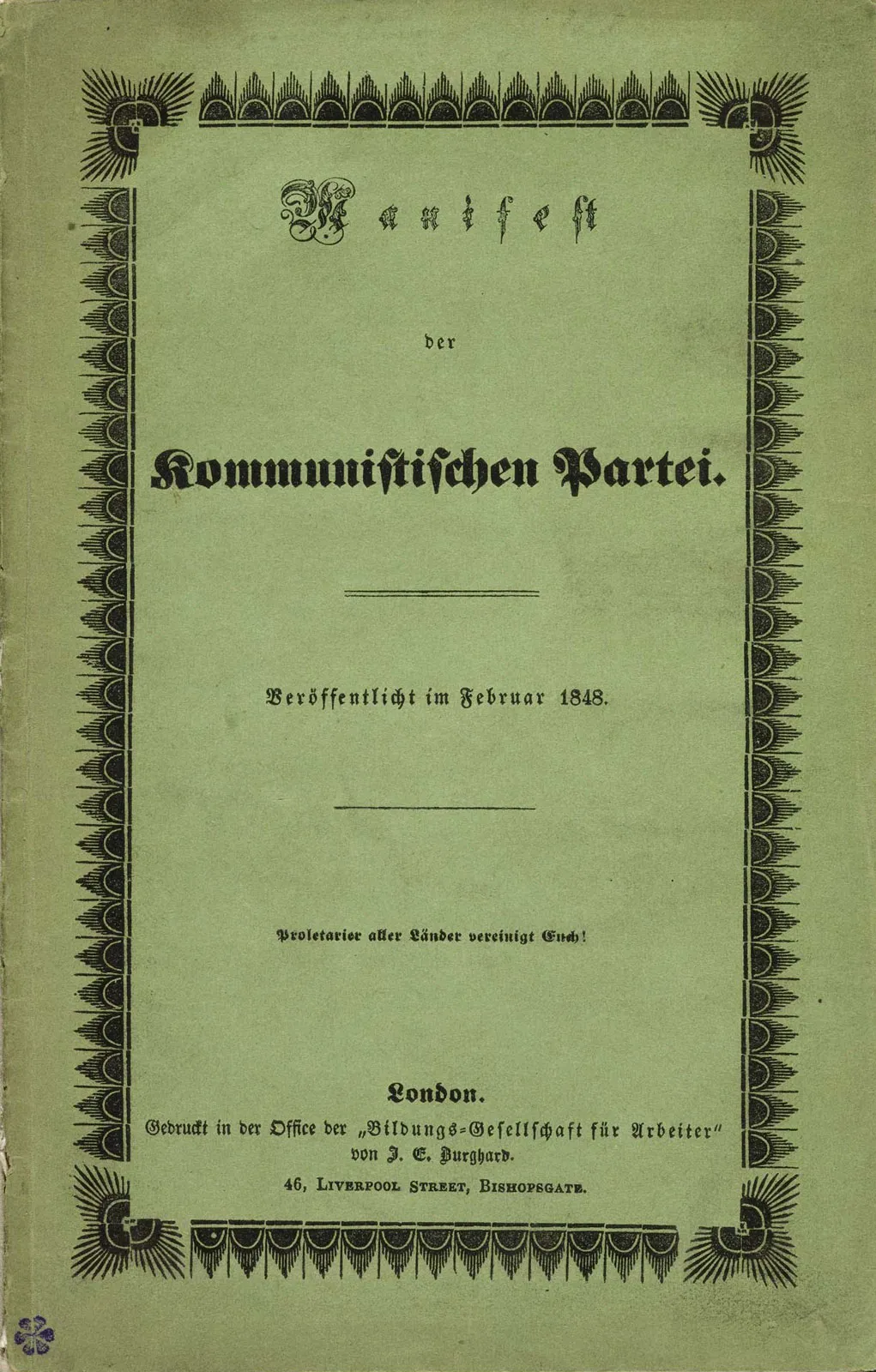
共産党宣言 / 本来は共産主義者同盟の綱領的文書として1848年刊行された。

共産主義者同盟（きょうさんしゅぎしゃどうめい、独: Bund der Kommunisten、英: Communist League）は、ロンドンで1847年に結成され、1852年まで存在したマルクス主義に立脚する国際秘密結社である。

## 概要
共産主義者同盟の創立は正義者同盟（義人同盟）の組織改編によるものである。
正義者同盟内部においては直接行動を掲げるヴァイトリングの一派とその反対派の対立が激化し、反対派の中心の一人であるカール・シャッパーは、組織を再編することによりヴァイトリング派および右派的なグリューン派の双方の影響力を排除しようとした。
このため1847年6月にロンドンで開催された共産主義者同盟の第1回大会はシャッパーにより主導され、彼の率いるシャッパー派が同盟内の主導的な役割を握っていた。この際、シャッパーは当時亡命ドイツ人の間で孤立していたマルクスとフリートリッヒ・エンゲルスに共闘を呼びかけ、マルクス派（ブリュッセル共産主義通信委員会）を取り込むことに成功する。第1回大会にはエンゲルスも代表として参加し、マルクス派はシャッパー派の最大の協力者となったが、同盟内部で主導的な役割を演じてはいない。
第1回大会では「万国のプロレタリア、団結せよ」で始まる同盟規約草案、および綱領草案「共産主義者の信条」（シャッパーの執筆と思われる）が提出されたがすぐに決定されず、下部組織での検討の上で1847年12月の第2回大会で改めて討議された。この大会で同盟規約は決定されたものの、前記の「信条」およびエンゲルス執筆と推定される新綱領案「共産主義の原理」は決定に至らなかった。このため、同盟大会の決定としてシャッパーは改めてマルクスとエンゲルスに宣言形式での綱領案の起草を依頼した。こうしてシャッパーの校閲を経て完成したのが1848年2月出版の「共産党宣言」（共産主義者の宣言）である。この過程でシャッパー派に代わって次第にマルクス派の理論的影響力が強まっていったと考えられている。
同盟自体は「宣言」刊行後ほどなくして本格化した1848年革命では効果的に活動することができず、1849年末に再び大会を開催し、機関誌『Neue Rheinische Zeitung Revue』の刊行を続けた。しかし1850年には、ドイツ人の密偵がマルクス宅から同盟員名簿を盗みだし独仏の当局に通報したためいく人かの幹部が投獄され、また指導部内部での対立が激化するなか同年末には上記機関誌が終刊となった。こうして同盟は事実上の活動停止に陥り1852年には正式に解散した。

## 影響
メンバーのStephan Bornやラッサールはドイツ初の社会主義政党・全ドイツ労働者協会や労働運動を創始したことからドイツの政界に大きな影響を与えた。また共産主義政党・結社の源流とみなされることがあり、日本やユーゴスラヴィアにおける同名の党の由来ともなっている。

## 関連書籍
- 良知力『マルクスと批判者群像』平凡社選書、1971年